# Новомузыковедение
Новомузыковедение (англ. New musicology) — это введённый и популяризуемый американской музыковедом-писательницей Сьюзан Макклэри термин. В отличие от религиоведения, находящегося на стыке философии, культурологии и истории, и в большей степени эпитета «Новый Свет», этот термин обозначает расширяющееся направление в музыковедении, возникшее в 1980-х годах и уделяющее особое внимание культурологическим исследованиям, эстетике, критике и герменевтике музыки. Этот термин был задуман как реакция на традиционное позитивистское музыковедение как музыкознание, ориентированное на первичные исследования, существовавшее в начале XX века и в послевоенный период. Многие методологии новомузыковедения считаются стандартными, хотя это название чаще относится к историческому повороту, а не к какому-либо отдельному набору идей или принципов. Хотя на новомузыковедение оказали заметное влияние феминизм, гендерные исследования, квир-теория, постколониальные исследования и критическая теория, оно в первую очередь характеризовалось широкомасштабным эклектизмом.

## Определения и история
Как в своё время и религиоведение по отношению к богословию — как рефлексии над своими религиозными убеждениями (напр. верой) человека, имеющего религиозную убеждённость, — новомузыковедение подвергает сомнению исследовательские методы традиционного музыковедения, вытесняя позитивизм, работая на стыке с другими дисциплинами, включая гуманитарные и социальные науки, и бросая вызов общепринятым музыкальным знаниям. Новомузыковеды ищут способы использования антропологии, социологии, культурологии, гендерных исследований, феминизма, истории и философии в изучении музыки.
В 1980 году Джозеф Керман опубликовал статью «Как мы попали в анализ и как из него выйти», призывая к переменам в музыковедении. Он призвал к «новой широте и гибкости в академической музыкальной критике [музыковедении]», которая распространялась бы на музыкальный дискурс, критическую теорию и анализ. По словам Роуз Розенгард-Суботник (англ. Rose Rosengard Subotnik): «Для меня... понятие тесной связи между музыкой и обществом выступает не как далёкая цель, а как отправная точка к достижению большей прямоты [как непосредственности, с целью большей открытости для целевой аудитории]... цель которой состоит в том, чтобы сформулировать нечто существенное о том, почему любая музыка является именно такой, какая она есть, то есть достичь понимания характера её идентичности (англ. For me...the notion of an intimate relationship between music and society functions not as a distant goal but as a starting point of great immediacy...the goal of which is to articulate something essential about why any particular music is the way it is in particular, that is, to achieve insight into the character of its identity)».
Сьюзан Макклэри предполагает, что новомузыковедение определяет музыку как «средство, которое участвует в формировании общества, влияя на то, как мы воспринимаем наши чувства, наши тела, наши желания, нашу субъективность, — даже если оно делает это тайно, и большинство из нас не знает, как это сделать» . Для Лоуренса Крамера музыка имеет значения, «достаточно определенные, чтобы поддерживать критические интерпретации, сопоставимые по глубине, точности и плотности связи с интерпретациями литературных текстов и культурных практик».
Новомузыковедение сочетает культурные исследования с анализом и критикой музыки и уделяет больше внимания социологии музыкантов и институтов, а также не ставших обязательными для признания жанрам музыки, включая джаз и популярную музыку, чем традиционное музыковедение. (Подобная точка зрения стала общепринятой среди американских этномузыковедов в 1950-х годах.) Это заставило многих музыковедов подвергнуть сомнению ранее существовавшие взгляды на конгруэнтность в психологии и сделать оценки, основанные на критических методах, «заинтересованных в поиске некоего синтеза между [музыкальным] анализом и рассмотрением социального значения» .
Новомузыковеды подвергают сомнению процессы формирования канона общепризнанности. Гэри Томлинсон предлагает искать смысл в «серии взаимосвязанных исторических повествований, которые окружают музыкальный субъект» – «паутине культуры». Например, творчество Бетховена было рассмотрено с новых точек зрения путем изучения восприятия его музыки и влияния с точки зрения гегемонной маскулинности, развития современного концерта и политики его эпохи, среди прочих вопросов. Традиционное противопоставление Бетховена и Шуберта было пересмотрено в свете этих исследований, особенно в связи с вероятной гомосексуальностью Шуберта.

## Связь с музыкальной социологией
Новомузыковедение отличается от немецкой социологии музыки в работах Адорно, Макса Вебера и Эрнста Блоха. Хотя некоторые новые музыковеды заявляют о своей преданности Теодору Адорно, их работа имеет мало общего с более широкой областью исследований Адорно, особенно в Германии . Новомузыковеды часто проявляют сильное сопротивление немецким интеллектуальным традициям, особенно в отношении немецких теоретиков музыки XIX века, включая Адольфа Бернхарда Маркса и Эдуарда Ганслика, а также деятелей XX века Генриха Шенкера и Карла Дальхауса.
Фундаментальное различие касается отношения к модернизму и популярной культуре. Влиятельные и часто цитируемые эссе, такие как McClary, 1989 и McClary 2006, весьма пренебрежительно относятся к модернистской музыке. Немецкие музыкальные социологи, как правило, более благосклонно относятся к модернизму (хотя и не без критики) и резко критикуют популярную музыку, неразрывно связанную с эстетикой отвлечения внимания, требуемой индустрией культуры . Мецгер описывает «фашистский элемент» в музыке Rolling Stones. Новомузыковедение, с другой стороны, часто пересекается с постмодернистской эстетикой; различные новомузыковеды весьма симпатизируют музыкальному минимализму.

## Критика
Винсент Даклз пишет: «Поскольку музыковедение становилось все более плюралистичным, его представители всё чаще принимали методы и теории, которые, по мнению наблюдателей, характеризуют академизм как неактуальный, оторванный от «основных ценностей», неприветливый к западным каноническим традициям или просто непонятный. Парадоксально, но такие подходы отдалили музыкальную науку от широкой публики в тот самый момент, когда они побудили учёных внимательно изучать популярную музыку, составляющую основу современной массовой музыкальной культуры».
Среди критиков новомузыковедения можно назвать Питера ван ден Тоорна и, в меньшей степени, Чарльза Розена. В ответ на раннее эссе Макклэри Розен говорит, что «она, как и многие из „новомузыковедов“, создаёт соломенное чучело, чтобы разрушить догму о том, что музыка не имеет смысла и не имеет политического или социального значения. (Я сомневаюсь, что кто-либо, за исключением, возможно, критика девятнадцатого века Ганслика, когда-либо действительно верил в это, хотя некоторые музыканты были вынуждены провозглашать это более глупыми интерпретациями музыки, с которыми нас часто атакуют)». Однако для Дэвида Бирда и Кеннета Глоага, писавших в более позднем периоде времени, методы новомузыковедения уже были полностью включены в общепринятую музыковедческую практику.